# Carlo Cavalcabò (signore di Cremona dal 1307)

Stemma dei Cavalcabò.

Carlo Cavalcabò (XIV secolo) è stato un nobile italiano, della famiglia cremonese guelfa.

## Biografia
Fu signore di Cremona, avendovi conquistando il potere nel 1307.
Prese parte a tutte le vicende che sommossero la bassa Lombardia, tra le quali il suo assalto alla città di Parma, in compagnia del fratello Giacomo, per rimettere nella signoria i Rossi. La venuta di Arrigo VII lo distolse da molti propositi frenando le sue ire.
Lasciata Cremona per paura dell'imperatore, vi ritornò quando questi prese la via per Roma. Tentò l'acquisto di Soncino, e dopo un assedio riuscì ad impossessarsene, ma i Barbò, che ne erano i padroni, invocarono l'aiuto di Guarnieri conte di Hoemburg, vicario imperiale di Brescia e riuscirono a sconfiggere Carlo il 14 giugno 1312.